# Artemisia douglasiana
Artemisia douglasiana là một loài thực vật có hoa trong họ Cúc. Loài này được Besser ex Hook. mô tả khoa học đầu tiên.